# Гай Квинтий Атик
Гай Квинтий Атик (на латински: Gaius Quintius Atticus) e суфектконсул на Римската империя през 69 г.

## Политическа кариера
През 69 г. от 1 ноември до 22 декември той е суфектконсул заедно с Гней Цецилий Симплекс. Тази година императорът Авъл Вителий е от 18 юли до 20 декември consul perpetuus.
Квинтий се присъединява към победоносните веспасиански войски. Той бяга заедно с Тит Флавий Сабин на Капитолий. Вителиянците щурмуват Капитолий, изгарят една част от него, убиват Флавий Сабин, a Квинтий го пленяват. В окови Квинтий е заведен при Вителий и трябва да бъде убит по искане на народа. Той обаче се спасява чрез лъжата, че е дал заповедта да подпалят Капитолий. След смъкването и смъртта на Вителий на 20 декември, премахват колегата му Цецилий Симплекс от службата и го убиват. След това освободеният от затвора Квинтий води сам консулата на Фасциите до края на годината.